# Fiorentino Palmiotto
Fiorentino Palmiotto (Ravenna, 9 aprile 1929 – Molinella, 1º agosto 2021) è stato uno scacchista italiano.

## Carriera scacchistica
Nel 1952 vinse il Campionato Regionale emiliano.

Nel 1958, al torneo della Spezia, conseguì il titolo di Maestro a tavolino.

Ha vinto il Campionato Italiano di gioco "lampo" nel 1965, il Campionato Italiano a squadre nel 1972 come capitano della squadra di Bologna e il Campionato Italiano "over 60" nel 1993, 1994 e 1995

Fra i tanti tornei vinti, ricordiamo quello di San Benedetto del Tronto del 1965 e quello di Rovigo del 1976.

Ha fatto parte più volte della squadra italiana alle Olimpiadi scacchistiche.

Nel 1991 è stato nominato Arbitro Internazionale.

È stato consigliere nazionale della FSI.

Maestro ASIGC del gioco per corrispondenza, nel 1964 ha vinto il 16º Campionato italiano per corrispondenza.

Intensa la sua attività di divulgatore del gioco degli scacchi, anche attraverso la pubblicazione di libri di ricerca storica e di interesse didattico.

## Libri ed altre pubblicazioni
- Vincenzo Nestler: il più grande scacchista siciliano dell'era contemporanea. Agrigento, Circolo scacchistico Vincenzo Nestler, 1992.
- Cronistoria dei campionati italiani di scacchi per corrispondenza (3 voll.). ASIGC, Quaderni Tecnici.
- Gli scacchi nella didattica elementare.
- La vita rocambolesca di un maestro di scacchi.